# آزار سرخ
آزار سرخ فیلمی به کارگردانی و نویسندگی غلامحسین طاهری‌دوست ساختهٔ سال ۱۳۵۰ است.

## بازیگران
- علی حبیب زاده
- مهری درستی
- محمد رئیسی
- محمد گیدبری
- رامین پریش